# François Chabot
François Chabot (23. oktober 1756 – 5. april 1794) var en fransk politiker der blev henrettet under Terrorregimet under den Franske Revolution.
Chabot blev født i St Geniéz d’Olt (departement Aveyron), og var en søn af en kok, blev kapucinermunk og præst, men i revolutionstidens begyndelse forbød hans overordnede ham at prædike på grund af hans udfald mod kirken. En stund var han storvikar for Grégoire, konstitutionel biskop af Loir-et-Cher, og september 1791 sendte dette departement ham til den lovgivende forsamling.
Her sluttede han sig til yderste venstre; han, Claude Bazire og Merlin le Thionville, "Cordeliertriumviratet", tilvejebragte falske vidnesbyrd om en forræderisk "østrigsk komité", ministrene Mont-morin og Moleville og flere som blev påstået at være i ledtog med Marie Antoinette. Undersøgelsen kom til at gå bagvaskerne imod, men den blev da brat standset af den lovgivende forsamling. 
Allerede juli 1792 krævede Chabot heftigt kongens afsættelse; i Nationalkonventet forsvarede han septembermordene og stemte for Ludvig 16.s henrettelse uden opsættelse eller appel til nationen. 
Både her og som udsending til departementerne vakte han opsigt ved sine udfordrende taler, der forkyndte løse sæder og erklærede de fattige, mændene med de hårde hænder, for de eneste rette borgere. Ordet sansculot var han en af de første til at bringe i kurs, og han mødte i konventet i lurvet carmiagnole og træsko. 
I sædelig henseende svarede hans liv til hans lære; men trods alle fraser stod hans hu til rigdom og vellevned. Ved ægteskab med en søster til en de østrigsk bankierbrødre Junius og Emanuel Frey fik han en stor formue, som han stræbte at øge ved børsspekulationer. For at hjælpe på sine aktier i det indiske kompagni forfalskede han i ledtog med to andre konventsmedlemmer et konventsdekret og fik virkelig dette offentliggjort. 
Det blev imidlertid opdaget, og da Chabot havde sluttet sig til Danton, ville Robespierres parti ramme Danton gennem Chabot. Han og hans medskyldige, blandt andre brødrene Frey og den danske Johann Friedrich Diedrichsen blev arresterede og dømte og henrettede sammen med dantonisterne.